# Sporomusa
Genre
Sporomusa est un genre de bactéries firmicutes classé dans la classe des Negativicutes.

## Espèces
- Sporomusa acidovorans
- Sporomusa aerivorans
- Sporomusa malonica
- Sporomusa ovata
- Sporomusa paucivorans
- Sporomusa rhizae
- Sporomusa silvacetica
- Sporomusa sphaeroides
- Sporomusa termitida (en)